# Сновидовицька сільська рада
Сновидо́вицька сільська́ ра́да — колишній орган місцевого самоврядування в Рокитнівському районі Рівненської області. Адміністративний центр — село Сновидовичі.

## Загальні відомості
- Сновидовицька сільська рада утворена в 1940 році.
- Територія ради: 106,925 км²
- Населення ради: 2 452 особи (станом на 2001 рік)

## Населені пункти
Сільській раді підпорядковані населені пункти:
- с. Сновидовичі
- с. Будки-Сновидовицькі
- с. Остки

## Склад ради
Рада складається з 16 депутатів та голови.
- Голова ради: Охрімчук Віктор Павлович
- Секретар ради: Масовець Надія Сергіївна

### Керівний склад попередніх скликань
| Прізвище, ім'я, по батькові | Основні відомості                                                                       | Дата обрання | Дата звільнення |
| --------------------------- | --------------------------------------------------------------------------------------- | ------------ | --------------- |
| Борисовець Семен Наумович   | Сільський голова, 1950 року народження, безпартійний                                    | 26.03.2006   | 31.10.2010      |
| Борисовець Семен Наумович   | Сільський голова, 1956 року народження, освіта вища, безпартійний                       | 31.10.2010   | 02.06.2013      |
| Охрімчук Віктор Павлович    | Сільський голова, 1964 року народження, освіта середня спеціальна, член Партії регіонів | 02.06.2013   |                 |

Примітка: таблиця складена за даними сайту Верховної Ради України